# Qordaj audany
Qordaj audany (kazakiska: Қордай ауданы), även Kordaj (ryska: Кордайский район: Kordajskij rajon) är ett distrikt i Kazakstan.   Det ligger i oblystet Zjambyl, i den sydöstra delen av landet, 900 km söder om huvudstaden Astana. Huvudort är Qordaj. 